# Andrés Oliva
Andrés Oliva Sánchez (Ocaña, 7 de dezembro de 1948 – Ocaña, 5 de julho de 2023) foi um ciclista espanhol, profissional durante os anos 1970.

## Palmarés
| - 1969 - Volta às Astúrias - 1970 - Volta a Navarra - Volta a Cantábria - Volta a Segovia - 1971 - Vencedor de uma etapa da Volta a Cantábria - 1972 - Volta a Mallorca e vencedor de uma etapa - Vencedor de uma etapa da Volta a Portugal - 1974 - Grande Prêmio da Primavera - 1975 - Classificação da montanha na Volta a Espanha - Classificação da montanha na Giro d'Italia - Vencedor de uma etapa da Volta à Suíça - Vencedor de uma etapa da Volta a Cantábria | - 1976 - Classificação da montanha na Giro d'Italia - Classificação da montanha na Volta a Espanha - Subcampeão da Espanha de montanha - Torrejón - Dyc - Volta a Segovia e vencedor de uma etapa - 1977 - Campeonato da Espanha de montanha - 1978 - Classificação da montanha na Volta a Espanha - Vencedor de uma etapa da Dauphiné Libéré - Vencedor de uma etapa da Volta a Aragão - 1979 - Clássica de Sabiñánigo |

## Resultados em Grandes Voltas e Campeonato do Mundo
| Carreira        | 1971 | 1972 | 1973 | 1974 | 1975 | 1976 | 1977 | 1978 | 1979 | 1980 |
| --------------- | ---- | ---- | ---- | ---- | ---- | ---- | ---- | ---- | ---- | ---- |
| Giro d'Italia   | -    | -    | -    | -    | 14.º | 21.º | -    | -    | -    | -    |
| Tour de France  | -    | -    | -    | 19.º | -    | -    | -    | 39.º | 83.º | Ab.  |
| Volta a Espanha | 22.º | 11.º | 32.º | Ab.  | 15.º | 13.º | 17.º | 11.º | -    | -    |